# الهجرة إلى المقابر
الهجرة إلى المقابر  هي رواية كتبها عمار السروري نشرت عن دار رواية الخليجية في بداية عام 2019م.
في هذه الرواية يحكي سجاد، وهو طفل أحوازي، مأساته برحيل والده وأخويه محمد وحبيب، وأخته سكينة وزوجها وولدها إلى المقابر. هجرة موجعة عاشها هذا الطفل المسكين لأفراد عائلته الواحد تلو الآخر، حتى لم يبقى معه أحد غير أمه التي قاسمته المأساة بكل تفاصيلها المؤلمة.كما سردت الرواية على لسان هذا الطفل المسكين قصص العديد من البؤساء الذين هاجروا إلى المقابر بطرق مختلفة، فيها من البشاعة الشيء الكثير. ليتوجه بعد كل هذا الموت برفقة والدته المكلومة إلى طهران بحثًا عن حياة جديدة، وأمل جديد، بيد أن الموت يتبعهم إلى هناك، لتخط الرواية أحداث شقاءًا آخر لهجرة أخرى أكثر بؤسًا وألمًا.

## الشخصيات
- سجاد الحسين
- رسول البلوشي
- محمد
- حبيب
- سكينة
- هادي
- رستم
- أكبر
- غفار
- مدير المدرسة
- العجوز التركي
- ميار
- الشاهندماني
- آدم
- بهرام
- باقر

## القيمة الأدبية
قدم الدكتور شريف حتيتة الصافي، أستاذ النقد الأدبي في جامعة القاهرة بندوة أقامها مركز الدراسات الثقافية في كلية التربية جامعة عين شمس تحت عنوان الرواية والتطهير العرقي تحليلًا لأهمية رواية الهجرة إلى المقابر بتناولها قضية مسكوتٌ عنها وبعيدة عن الضوء والمعالجة الأدبية، وهي قضية التطهير العرقي الذي يتعرض له عرب منطقة الأحواز على يد النظام الإيراني، وذلك من خلال تخييل سردي لسيرة «سجَّاد» الذي تهاجر عائلته إلى المقابر واحدًا تلو الآخر، بفعل الإفقار والتهميش والقمع، يشتركون في ذلك مع كثيرين من العرب الذين تعرَّضوا لممارسات وحشية من قبل النظام الإيراني، فأصبحوا يرون في الموت مصيرًا أكثر أمانًا. وتشتمل الرواية أيضًا على عرقيات أخرى غير عربية مهمَّشة مثل البلوش والكرد، بما يعمِّق من أبعاد فعل التهميش المتجاوز فكرة التقاطب بين العرب والفرس؛ فهو مدفوع بحالة من العداء الشامل مع كل عرق غير فارسي. مركزة الرواية على استراتيجيات النظام الإيراني في ممارسة أفعال التهميش والإقصاء وصولًا إلى التطهير العرقي، بصورة جمالية تخيلية، على نحو يتضافر فيه الوثائقي مع السيرذاتي.

## النص الخلفي
يا رب.. يا رب 
خذني إلى أسفل السافلين، 
شريطة ألا أجد عربياً هناك، 
أنا لست بحاجة لجنة الفردوس، 
لأني وليد الحب، 
فجنة حور العين والغلمان هدية للعرب،
كان هذا اقتباس من إحدى قصائد الشاعر الفارسي مصطفى بادكوبيه (شاعر إيران العظيم كما يلقبونه) لذلك يجب أن يعلم القارئ الكريم أن رواية (الهجرة إلى المقابر) لم تنسجها خيوط من الخيال، وأن سجاد (بطل روايتنا) ليس شخصية وهمية، والأحداث التي عاشها وعايشها ليست أضغاث أحلام. ومايحدث لعرب إيران ليس كابوس موحش ولا سراب، وإنما واقع وثقه البؤس والشقاء، وخطته دماء الأبرياء، ولفته البشاعة بصرخات مجروحة إنبعثت من حناجر أجسام أخفتها زنازين جهنمية، وطوقتها حبال مشانق غليظة، ثم أخفتها مقابر وصفت بالملعونة. 
ورغم أن أساس الرواية تم نسجه ليحكي عن عرب إيران، الإ أنها تحمل في داخلها الكثير من السطور والصفحات التي وثقت أيضاً بؤس وشقاء الأعراق غير الفارسية من (كرد وبلوش وأتراك)، التي تقع ضمن مايسمى في يومنا هذا بالجمهورية الإسلامية الإيرانية.

## نبذة الناشر
تعددت الحكايات في تقسيم هندسي بديع، وتميزت الرواية في خصوصية التجربة وهي تصوير الهامش المضطهد تصويراً فنيًّا أشبه بالتوثيق للوقائع، فقد وصل التخييل حدًّا كبيرًا أقنع المتلقي بحقيقة حدوث الوقائع وذلك بأن ظهر النص على ما يشبه رواية السيرة الذاتية لبطلها الذي عاش المأساة بتفاصيلها المتعددة. وقد تميز نص رواية «الهجرة إلى المقابر» بلغته وتقنياته وموضوعه وقضيته.
الرواية تقوم بأحد أهم الأدوار التي يقوم بها الأدب من حيث كونه ضميرًا للإنسانية وصوتًا للمضطهدين والمهمشين ومن لا صوت لهم، فضلًا عن أنها (نص هوية) في المقام الأول.

## اقتباسات من الرواية
- «لم أعد أتذكر متى ضحكنا أو ابتسمنا آخر مرة. أشعر أن السعادة قد هجرتنا إلى الأبد. يبدو أنها هي أيضا قد هاجرت إلى المقابر مع من هاجروا. حقا هي سراب وواهم من يثق فيها، فهي آتية هاربة، وواهية كخيوط العنكبوت.»
- «مشيت مرة من جانب مقبرة. أغراني هدوءها، وشعرت بقوة خفية تجذبني نحوها. تمنيت لو أكون بينهم، نائما مثلهم. فكرت فيهم بعمق. سكان المقابر لا يزعج بعضهم بعضا. ولا أحد منهم يمارس سوءا على أحد. ينامون متجاورين بسلام حتى وإن كانوا أعداء في صحوتهم الدنيوية. سكونهم أطربني، فما أروع صمتهم الأبدي.»
- «أتمنى أن أرمي بجسدي وسط بحر. أغوص حتى أصل أعماقه السحقية. أحفر لي حفرة هناك، وأدفن نفسي فيها مختفيا من هذا العالم البائس الحزين.»
- «من كثرة بكائها أيقنت أن الدموع ستنحت لها سبيلا على خديها اللذين اعتصرهما الضمور حزنا.»